# Radikal 1
Radikal 一 mit der Bedeutung „eins“ ist eines von sechs der 214 traditionellen Radikale der chinesischen Schrift, die nur aus einem einzigen Strich bestehen.
Das Zeichen sieht dem Hangeulzeichen ㅡ „eu“ ähnlich.
Mit 27 Zeichenverbindungen in Mathews’ Chinese-English Dictionary (Nummer 3016) kommt es relativ selten vor. Im Kangxi-Wörterbuch waren es noch 42 Schriftzeichen, die unter diesem Radikal zu finden waren.
Das Radikal 1 gehört als waagerechter Strich (橫 héng) zu den acht Prinzipien des Schriftzeichens 永 (永字八法 Yǒngzì Bāfǎ), die Grundlage der chinesischen Kalligrafie sind.
Das Schriftzeichen entwickelte sich aus der bildlichen Darstellung eines ausgestreckten Zeigefingers, das ist auch der Grund, weshalb es – im Gegensatz zu der römischen Ziffer I – waagerecht geschrieben wird. Andere Quellen leiten das Zeichen von alten chinesischen Rechenstäbchen ab.
Die Grundbedeutung des Schriftzeichens erweitert sich auf die Bedeutungen „Einheit, Vereinigung“.
Der waagerechte Strich stellt die unterschiedlichsten Dinge dar. Im Zeichen Regen stellt der waagrechte Strich oben den Himmel dar. Unter der Sonne wird er zum Horizont, über dem sie aufgeht. Im Inneren einer zweiflügeligen Tür ist er der Riegel. Im Wort „Himmel“ umfasst der Strich alles, was über dem Menschen ist.

## Schriftzeichenverbindungen, die vom Radikal 1 regiert werden
| Striche | Zeichen                    |
| ------- | -------------------------- |
| +0      | 一                         |
| +01     | 丁 丂 七 丄 丅 丆          |
| +02     | 万 丈 三 上 下 丌 与       |
| +03     | 不 丏 丐 丑 丒 专          |
| +04     | 且 丕 世 丘 丙 业 丛 东 丝 |
| +05     | 丞 丟 丠 両                |
| +06     | 丣 两 严                   |
| +07     | 並 丧                      |

 Im Unicodeblock Kangxi-Radikale ist das Radikal 1 unter der Codepointnummer 12.032 (U+2F00) codiert.